# Digital Light Processing
Digital Light Processing (DLP) è una tecnologia, di proprietà della Texas Instruments, applicata ai dispositivi che visualizzano immagini, come i videoproiettori di ultima generazione. Essa sfrutta un semiconduttore ottico per manipolare la luce digitale. Il microchip DMD (Digital Micromirror Device) è ricoperto di milioni di specchi che si muovono indipendentemente l'uno dall'altro e che sono in grado di rappresentare al meglio ciascun pixel dell'immagine. Il risultato è una qualità di visione superiore alla tecnologia LCD ed un alto rapporto di contrasto.
Un chip di dimensioni ridotte può essere utilizzato per dispositivi molto compatti, come telefoni cellulari o proiettori tascabili.

## Proiezione DLP a colori
Un'immagine a colori è generalmente formata scomponendola in almeno tre diverse immagini, solitamente RGB (rosso, verde e blu), le quali sovrapposte danno vita ad un'unica immagine rappresentante tutti gli altri colori.
Ci sono due principali metodi grazie ai quali un sistema di proiezione DLP è in grado di generare immagini a colori: utilizzare un singolo chip oppure usarne tre.

### DLP a singolo chip

Descrizione della ruota cromatica

In un proiettore DLP a singolo chip i colori vengono prodotti interponendo una ruota cromatica di almeno tre colori (rosso, verde e blu) tra la sorgente luminosa e il chip DMD oppure utilizzando tre distinte sorgenti luminose LED o laser che si attivano alternativamente.
Il chip DMD è sincronizzato con il colore proiettato e genera sequenzialmente immagini di colori diversi che essendo proiettate velocemente appaiono come un'unica immagine a colori.

#### Effetto arcobaleno

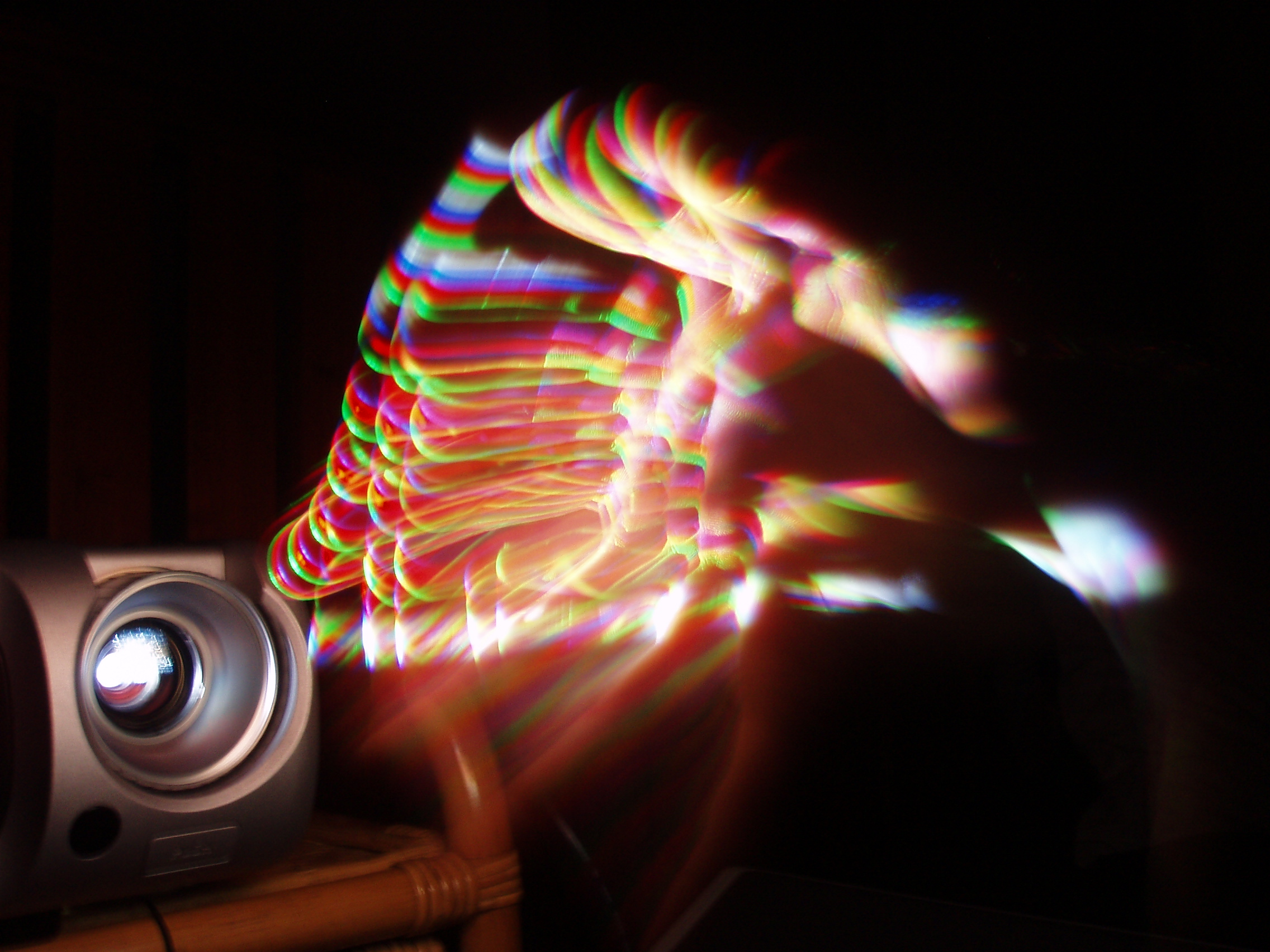
Effetto arcobaleno

Siccome un proiettore DLP a singolo chip, anziché mostrarle contemporaneamente, mostra alternativamente le tre immagini di diverso colore, potrebbe dare vita ad un effetto conosciuto come "rainbow effect" (dall'inglese “effetto arcobaleno”), descrivibile come percezione di flash rossi, verdi e blu specialmente quando l'immagine proiettata presenta aree molto in contrasto tra loro (come colori chiari e scuri) oppure oggetti luminosi (bianchi) in movimento su uno sfondo scuro (nero). L'effetto si nota soprattutto quando si sposta velocemente lo sguardo, oppure sbattendo le palpebre.
Questo effetto è causato dal modo in cui l'occhio segue il movimento dell'oggetto proiettato. Quando l'oggetto si muove, l'occhio lo segue in movimento, ma il proiettore visualizza tre diverse immagini e l'occhio in realtà segue una di queste tre (per esempio quella rossa), poi vengono proiettate le successive (verde e blu) e quando ritorna quella che si stava seguendo appare traslata.
Oggi, comunque, i proiettori DLP sono in grado di eliminare virtualmente l'effetto, il quale è molto meno marcato rispetto ai proiettori di vecchia generazione, inoltre gli studi hanno dimostrato che solo un numero ridotto di persone percepiscono l'effetto (specialmente se ne sono a conoscenza).

### DLP a tre chip
In un proiettore DLP a tre chip le tre diverse immagini (rossa, verde e blu) vengono generate e visualizzate allo stesso momento, sovrapponendole direttamente all'interno del proiettore. Ne risulta un'immagine totalmente priva di effetto arcobaleno con colori molto vividi.
Ad oggi sfruttano questa tecnologia solamente i proiettori più professionali, come quelli utilizzati per il cinema digitale, visti gli alti costi di produzione.